# Llista de medallistes olímpics de tir
Aquesta és una llista dels medallistes olímpics de tir olímpic:

## Medallistes

### Programa actual

#### Categoria masculina

##### Carabina d'aire 10 m.
| Edició           | Or                | Argent             | Bronze               |
| 1984 Los Angeles | Philippe Heberle  | Andreas Kronthaler | Barry Dagger         |
| 1988 Seül        | Goran Maksimović  | Nicolas Berthelot  | Johann Riederer      |
| 1992 Barcelona   | Yuri Fedkin       | Franck Badiou      | Johann Riederer      |
| 1996 Atlanta     | Artem Khadjibekov | Wolfram Waibel     | Jean-Pierre Amat     |
| 2000 Sydney      | Cai Yalin         | Artem Khadjibekov  | Yevgeni Aleinikov    |
| 2004 Atenes      | Zhu Qinan         | Li Jie             | Jozef Gönci          |
| 2008 Pequín      | Abhinav Bindra    | Zhu Qinan          | Henri Häkkinen       |
| 2012 Londres     | Alin Moldoveanu   | Niccolò Campriani  | Gagan Narang         |
| 2016 Rio         | Niccolò Campriani | Serhiy Kulish      | Vladimir Maslennikov |

##### Doble Fossa Olímpica
| Edició       | Or                | Argent               | Bronze            |
| 1996 Atlanta | Russell Mark      | Albano Pera          | Zhang Bing        |
| 2000 Sydney  | Richard Faulds    | Russell Mark         | Fehaid Al Deehani |
| 2004 Atenes  | Ahmed Al Maktoum  | Rajyavardhan Rathore | Wang Zheng        |
| 2008 Pequín  | Walton Eller      | Francesco D'Aniello  | Hu Binyuan        |
| 2012 Londres | Peter Wilson      | Håkan Dahlby         | Vasily Mosin      |
| 2016 Rio     | Fehaid Al-Deehani | Marco Innocenti      | Steven Scott      |

##### Fossa Olímpica
| Edició               | Or                                   | Argent                               | Bronze                               |
| 1900 París           | Roger de Barbarin                    | Rene Guyot                           | Justinien de Clary                   |
| 1904 St. Louis       | No fou inclòs en el programa olímpic | No fou inclòs en el programa olímpic | No fou inclòs en el programa olímpic |
| 1908 Londres         | Walter Ewing                         | George Beattie                       | Alexander Maunder Anastasios Metaxàs |
| 1912 Estocolm        | James Graham                         | Alfred Goeldel                       | Harry Blau                           |
| 1920 Anvers          | Mark Arie                            | Frank Troeh                          | Frank Wright                         |
| 1924 París           | Gyula Halasy                         | Konrad Huber                         | Frank Hughes                         |
| 1928–1948            | No fou inclòs en el programa olímpic | No fou inclòs en el programa olímpic | No fou inclòs en el programa olímpic |
| 1952 Hèlsinki        | George Genereux                      | Knut Holmqvist                       | Hans Liljedahl                       |
| 1956 Melbourne       | Galliano Rossini                     | Adam Smelczynski                     | Alessandro Ciceri                    |
| 1960 Roma            | Ion Dumitrescu                       | Galliano Rossini                     | Sergei Kalinin                       |
| 1964 Tòquio          | Ennio Mattarelli                     | Pavel Senichev                       | William Morris                       |
| 1968 Ciutat de Mèxic | John Braithwaite                     | Thomas Garrigus                      | Kurt Czekalla                        |
| 1972 Múnic           | Angelo Scalzone                      | Michel Carrega                       | Silvano Basagni                      |
| 1976 Mont-real       | Donald Haldeman                      | Armando Marques                      | Ubaldesco Baldi                      |
| 1980 Moscou          | Luciano Giovannetti                  | Rustam Yambulatov                    | Jörg Damme                           |
| 1984 Los Angeles     | Luciano Giovannetti                  | Francisco Boza                       | Daniel Carlisle                      |
| 1988 Seül            | Dmitri Monakov                       | Miloslav Bednarik                    | Frans Peeters                        |
| 1992 Barcelona       | Petr Hrdlicka                        | Kazumi Watanabe                      | Marco Venturini                      |
| 1996 Atlanta         | Michael Diamond                      | Josh Lakatos                         | Lance Bade                           |
| 2000 Sydney          | Michael Diamond                      | Ian Peel                             | Giovanni Pellielo                    |
| 2004 Atenes          | Aleksei Alipov                       | Giovanni Pellielo                    | Adam Vella                           |
| 2008 Pequín          | David Kostelecký                     | Giovanni Pellielo                    | Aleksei Alipov                       |
| 2012 Londres         | Giovanni Cernogoraz                  | Massimo Fabbrizi                     | Fehaid Al-Deehani                    |
| 2016 Rio             | Josip Glasnović                      | Giovanni Pellielo                    | Edward Ling                          |

Entre 1972 i 1980 aquesta prova fou considerada mixta (oberta a competidors masculins i femenins), si bé totes les medalles foren guanyades per homes.

##### Pistola d'aire 10 m.
| Edició         | Or               | Argent            | Bronze          |
| 1988 Seül      | Tanyu Kiryakov   | Erich Buljung     | Xu Haifeng      |
| 1992 Barcelona | Wang Yifu        | Sergei Pyzhianov  | Sorin Babii     |
| 1996 Atlanta   | Roberto Di Donna | Wang Yifu         | Tanyu Kiryakov  |
| 2000 Sydney    | Franck Dumoulin  | Wang Yifu         | Igor Basinski   |
| 2004 Atenes    | Wang Yifu        | Mikhail Nestruyev | Vladimir Isakov |
| 2008 Pequín    | Pang Wei         | Jin Jong-Oh       | Jason Turner    |
| 2012 Londres   | Jin Jong-Oh      | Luca Tesconi      | Andrija Zlatić  |
| 2016 Rio       | Hoàng Xuân Vinh  | Felipe Almeida Wu | Pang Wei        |

##### Pistola lliure 50 m.
| Edició               | Or                                   | Argent                               | Bronze                               |
| 1896 Atenes          | Sumner Paine                         | Holger Nielsen                       | Ioannis Frangoudis                   |
| 1900 París           | Karl Röderer                         | Achille Paroche                      | Konrad Stäheli                       |
| 1904 St. Louis       | No fou inclòs en el programa olímpic | No fou inclòs en el programa olímpic | No fou inclòs en el programa olímpic |
| 1908 Londres         | Paul Van Asbroeck                    | Réginald Storms                      | James Gorman                         |
| 1912 Estocolm        | Alfred Lane                          | Peter Dolfen                         | Charles Stewart                      |
| 1920 Anvers          | Karl Frederick                       | Afrânio da Costa                     | Alfred Lane                          |
| 1924–1932            | No fou inclòs en el programa olímpic | No fou inclòs en el programa olímpic | No fou inclòs en el programa olímpic |
| 1936 Berlín          | Torsten Ullman                       | Erich Krempel                        | Charles Jammonières                  |
| 1948 Londres         | Edwin Vasquez Cam                    | Rudolf Schnyder                      | Torsten Ullman                       |
| 1952 Hèlsinki        | Huelet Benner                        | Ángel León                           | Ambrus Balogh                        |
| 1956 Melbourne       | Pentti Linnosvuo                     | Makhmud Umarov                       | Offutt Pinion                        |
| 1960 Roma            | Alexei Gushchin                      | Makhmud Umarov                       | Y. Yoshikawa                         |
| 1964 Tòquio          | Väinö Markkanen                      | Franklin Green                       | Y. Yoshikawa                         |
| 1968 Ciutat de Mèxic | Grigori Kosych                       | Heinz Mertel                         | Harald Vollmar                       |
| 1972 Múnic           | Ragnar Skanåker                      | Daniel Iuga                          | Rudolf Dollinger                     |
| 1976 Mont-real       | Uwe Potteck                          | Harald Vollmar                       | Rudolf Dollinger                     |
| 1980 Moscou          | Aleksandr Melentiev                  | Harald Vollmar                       | Lubtcho Diakov                       |
| 1984 Los Angeles     | Xu Haifeng                           | Ragnar Skanåker                      | Wang Yifu                            |
| 1988 Seül            | Sorin Babii                          | Ragnar Skanåker                      | Igor Basinski                        |
| 1992 Barcelona       | K. Lukashyk                          | Wang Yifu                            | Ragnar Skanåker                      |
| 1996 Atlanta         | Boris Kokorev                        | Igor Basinski                        | Roberto Di Donna                     |
| 2000 Sydney          | Tanyu Kiryakov                       | Igor Basinski                        | Martin Tenk                          |
| 2004 Atenes          | Mikhail Nestruyev                    | Jin Jong-Oh                          | Kim Jong-su                          |
| 2008 Pequín          | Jin Jong-Oh                          | Tan Zongliang                        | Vladimir Isakov                      |
| 2012 Londres         | Jin Jong-Oh                          | Choi Young-Rae                       | Wang Zhiwei                          |
| 2016 Rio             | Jin Jong-Oh                          | Hoàng Xuân Vinh                      | Kim Song-guk                         |

Entre 1972 i 1980 aquesta prova fou considerada mixta (oberta a competidors masculins i femenins), si bé totes les medalles foren guanyades per homes.

##### Pistola ràpida 25 m.
| Edició               | Or                                   | Argent                               | Bronze                               |
| 1896 Atenes          | Ioannis Frangoudis                   | Georgios Orfanidis                   | Holger Nielsen                       |
| 1900 París           | Maurice Larrouy                      | Léon Moreaux                         | Eugène Balme                         |
| 1904–1908            | No fou inclòs en el programa olímpic | No fou inclòs en el programa olímpic | No fou inclòs en el programa olímpic |
| 1912 Estocolm        | Alfred Lane                          | Paul Palén                           | Johan Hübner                         |
| 1920 Anvers          | Guilherme Paraense                   | Raymond Bracken                      | Fritz Zulauf                         |
| 1924 París           | Henry Bailey                         | Vilhelm Carlberg                     | Lennart Hannelius                    |
| 1928 Amsterdam       | No fou inclòs en el programa olímpic | No fou inclòs en el programa olímpic | No fou inclòs en el programa olímpic |
| 1932 Los Angeles     | Renzo Morigi                         | Heinz Hax                            | Domenico Matteucci                   |
| 1936 Berlín          | Cornelius van Oyen                   | Heinz Hax                            | Torsten Ullman                       |
| 1948 Londres         | Károly Takács                        | Carlos Díaz Sáenz                    | Sven Lundquist                       |
| 1952 Hèlsinki        | Károly Takács                        | Szilárd Kun                          | Gheorghe Lichiardopol                |
| 1956 Melbourne       | Ştefan Petrescu                      | Yevgeni Cherkasov                    | Gheorghe Lichiardopol                |
| 1960 Roma            | William McMillan                     | Pentti Linnosvuo                     | Aleksandr Zabelin                    |
| 1964 Tòquio          | Pentti Linnosvuo                     | Ion Tripsa                           | Lubomir Nacovsky                     |
| 1968 Ciutat de Mèxic | Józef Zapędzki                       | Marcel Rosca                         | Renart Suleimanov                    |
| 1972 Múnic           | Józef Zapędzki                       | Ladislav Falta                       | Viktor Torshin                       |
| 1976 Mont-real       | Norbert Klaar                        | Jürgen Wiefel                        | Roberto Ferraris                     |
| 1980 Moscou          | Corneliu Ion                         | Jürgen Wiefel                        | Gerhard Petritsch                    |
| 1984 Los Angeles     | Takeo Kamachi                        | Corneliu Ion                         | Rauno Bies                           |
| 1988 Seül            | Afanasijs Kuzmins                    | Ralf Schumann                        | Zoltán Kovács                        |
| 1992 Barcelona       | Ralf Schumann                        | Afanasijs Kuzmins                    | Vladimir Vokhmianin                  |
| 1996 Atlanta         | Ralf Schumann                        | Emil Milev                           | Vladimir Vokhmianin                  |
| 2000 Sydney          | Sergei Alifirenko                    | Michel Ansermet                      | Iulian Raicea                        |
| 2004 Atenes          | Ralf Schumann                        | Sergei Poliakov                      | Sergei Alifirenko                    |
| 2008 Pequín          | Oleksandr Petriv                     | Ralf Schumann                        | Christian Reitz                      |
| 2012 Londres         | Leuris Pupo                          | Vijay Kumar                          | Ding Feng                            |
| 2016 Rio             | Christian Reitz                      | Jean Quiquampoix                     | Li Yuehong                           |

Entre 1972 i 1980 aquesta prova fou considerada mixta (oberta a competidors masculins i femenins), si bé totes les medalles foren guanyades per homes.

##### Rifle en posició estesa 50 m.
| Edició               | Or                                   | Argent                               | Bronze                               |
| 1908 Londres         | Arthur Carnell                       | Harold Humby                         | George Barnes                        |
| 1912 Estocolm        | Frederick Hird                       | Milne                                | Harold Burt                          |
| 1920 Anvers          | No fou inclòs en el programa olímpic | No fou inclòs en el programa olímpic | No fou inclòs en el programa olímpic |
| 1924 París           | Pierre Coquelin                      | Marcus Dinwiddie                     | Josias Hartmann                      |
| 1928 Amsterdam       | No fou inclòs en el programa olímpic | No fou inclòs en el programa olímpic | No fou inclòs en el programa olímpic |
| 1932 Los Angeles     | Bertil Rönnmark                      | Gustavo Huet                         | Zoltán Hradetzky                     |
| 1936 Berlín          | Willy Røgeberg                       | Ralf Berszenyi                       | Wladyslaw Karas                      |
| 1948 Londres         | Arthur Cook                          | Walter Tomsen                        | Jonas Jonsson                        |
| 1952 Hèlsinki        | Iosif Sirbu                          | Boris Andreev                        | Arthur Jackson                       |
| 1956 Melbourne       | Gerald Ouellette                     | Vasili Borisov                       | Stuart Boa                           |
| 1960 Roma            | Peter Kohnke                         | James Enoch Hill                     | Forcella Pelliccioni                 |
| 1964 Tòquio          | László Hammerl                       | Lones Wigger                         | Tommy Pool                           |
| 1968 Ciutat de Mèxic | Jan Kurka                            | László Hammerl                       | Ian Ballinger                        |
| 1972 Múnic           | Li Ho-Jun                            | Victor Auer                          | Nicolae Rotaru                       |
| 1976 Mont-real       | Karlheinz Smieszek                   | Ulrich Lind                          | Gennadi Lushchikov                   |
| 1980 Moscou          | Karoly Varga                         | Hellfried Heilfort                   | Petar Zaprianov                      |
| 1984 Los Angeles     | Edward Etzel                         | Michel Bury                          | Michael Sullivan                     |
| 1988 Seül            | Miroslav Varga                       | Cha Young-chul                       | Attila Záhonyi                       |
| 1992 Barcelona       | Lee Eun-chul                         | Harald Stenvaag                      | Stevan Pletikosić                    |
| 1996 Atlanta         | Christian Klees                      | Sergey Belyayev                      | Jozef Gönci                          |
| 2000 Sydney          | Jonas Edman                          | Torben Grimmel                       | Sergei Martynov                      |
| 2004 Atenes          | Matthew Emmons                       | Christian Lusch                      | Sergei Martynov                      |
| 2008 Pequín          | Artur Ayvazian                       | Matthew Emmons                       | Warren Potent                        |
| 2012 Londres         | Sergei Martynov                      | Lionel Cox                           | Rajmond Debevec                      |
| 2016 Rio             | Henri Junghänel                      | Kim Jong-Hyun                        | Kirill Grigoryan                     |

Entre 1972 i 1980 aquesta prova fou considerada mixta (oberta a competidors masculins i femenins), si bé totes les medalles foren guanyades per homes.

##### Rifle en 3 posicions 50 m.
| Edició               | Or                | Argent             | Bronze              |
| 1952 Hèlsinki        | Erling Kongshaug  | Vilho Ylönen       | Boris Andreev       |
| 1956 Melbourne       | Anatoli Bogdanov  | Otakar Horinek     | John Sundberg       |
| 1960 Roma            | Viktor Shamburkin | Marat Nijasov      | Klaus Zähringer     |
| 1964 Tòquio          | Lones Wigger      | Velitchko Christov | László Hammerl      |
| 1968 Ciutat de Mèxic | Bernd Klingner    | John Writer        | Vitali Parkhimovich |
| 1972 Múnic           | John Writer       | Lanny Bassham      | Werner Lippoldt     |
| 1976 Mont-real       | Lanny Bassham     | Margaret Murdock   | Werner Seibold      |
| 1980 Moscou          | Viktor Vlassov    | Bernd Hartstein    | Sven Johansson      |
| 1984 Los Angeles     | Malcolm Cooper    | Daniel Nipkov      | Alister Allan       |
| 1988 Seül            | Malcolm Cooper    | Alister Allan      | Kirill Ivanov       |
| 1992 Barcelona       | Gracha Petikian   | Robert Foth        | Ryohei Koba         |
| 1996 Atlanta         | Jean-Pierre Amat  | Sergey Belyayev    | Wolfram Waibel      |
| 2000 Sydney          | Rajmond Debevec   | Juha Hirvi         | Harald Stenvaag     |
| 2004 Atenes          | Jia Zhanbo        | Michael Anti       | Christian Planer    |
| 2008 Pequín          | Qiu Jian          | Jury Sukhorukov    | Rajmond Debevec     |
| 2012 Londres         | Niccoló Campriani | Kim Jong-Hyun      | Matthew Emmons      |
| 2016 Rio             | Niccoló Campriani | Sergey Kamenskiy   | Alexis Raynaud      |

Entre 1972 i 1980 aquesta prova fou considerada mixta (oberta a competidors masculins i femenins). En l'edició de 1976 Margaret Murdock acosenguí fer-se amb la medalla de plata.

##### Skeet
| Edició               | Or                | Argent              | Bronze                |
| 1968 Ciutat de Mèxic | Yevgeni Petrov    | Romano Garagnani    | Konrad Wirnhier       |
| 1972 Múnic           | Konrad Wirnhier   | Yevgeni Petrov      | Michael Buchheim      |
| 1976 Mont-real       | Josef Panáček     | Eric Swinkels       | Wiesław Gawlikowski   |
| 1980 Moscou          | Hans Rasmussen    | Lars-Göran Carlsson | Roberto Castrillo     |
| 1984 Los Angeles     | Matthew Dryke     | Ole Rasmussen       | Luca Scribani Rossi   |
| 1988 Seül            | Axel Wegner       | Alfonso Iruarrizaga | Jorge Guardiola       |
| 1992 Barcelona       | Zhang Shan        | Juan Giha           | Bruno Rossetti        |
| 1996 Atlanta         | Ennio Falco       | Mirosław Rzepkowski | Andrea Benelli        |
| 2000 Sydney          | Mykola Milchev    | Petr Malek          | James Graves          |
| 2004 Atenes          | Andrea Benelli    | Marko Kemppainen    | Juan Miguel Rodríguez |
| 2008 Pequín          | Vincent Hancock   | Tore Brovold        | Anthony Terras        |
| 2012 Londres         | Vincent Hancock   | Anders Golding      | Nasser Al-Attiyah     |
| 2016 Rio             | Gabriele Rossetti | Marcus Svensson     | Abdullah Al-Rashidi   |

Entre 1972 i 1992 aquesta prova fou considerada mixta (oberta a competidors masculins i femenins). En l'edició de 1992 Zhang Shan acosenguí fer-se amb la medalla d'or.

#### Categoria femenina

##### Carabina d'aire 10 m.
| Edició           | Or                | Argent           | Bronze            |
| 1984 Los Angeles | Pat Spurgin       | Edith Gufler     | Wu Xiao-Xuan      |
| 1988 Seül        | Irina Shilova     | Silvia Sperber   | Anna Malukhina    |
| 1992 Barcelona   | Yeo Kab-soon      | Vessela Letcheva | Aranka Binder     |
| 1996 Atlanta     | Renata Mauer      | Petra Horneber   | Aleksandra Ivošev |
| 2000 Sydney      | Nancy Johnson     | Kang Cho-hyun    | Gao Jing          |
| 2004 Atenes      | Du Li             | Lioubov Galkina  | Kateřina Kůrková  |
| 2008 Pequín      | Kateřina Emmons   | Lioubov Galkina  | Snježana Pejčić   |
| 2012 Londres     | Yi Siling         | Sylwia Bogacka   | Yu Dan            |
| 2016 Rio         | Virginia Thrasher | Du Li            | Yi Siling         |

##### Pistola d'aire 10 m.
| Edició         | Or                | Argent                 | Bronze            |
| 1988 Seül      | Jasna Šekarić     | Nino Salukvadze        | Marina Logvinenko |
| 1992 Barcelona | Marina Logvinenko | Jasna Šekarić          | Maria Grozdeva    |
| 1996 Atlanta   | Olga Klochneva    | Marina Logvinenko      | Maria Grozdeva    |
| 2000 Sydney    | Tao Luna          | Jasna Šekarić          | Annemarie Forder  |
| 2004 Atenes    | Olena Kostevych   | Jasna Šekarić          | Maria Grozdeva    |
| 2008 Pequín    | Guo Wenjun        | Natalia Paderina       | Nino Salukvadze   |
| 2012 Londres   | Guo Wenjun        | Celine Goberville      | Olena Kostevych   |
| 2016 Rio       | Zhang Mengxue     | Vitalina Batsarashkina | Anna Korakaki     |

##### Pistola ràpida 25 m.
| Edició           | Or                | Argent             | Bronze                |
| 1984 Los Angeles | Linda Thom        | Ruby Fox           | Patricia Dench        |
| 1988 Seül        | Nino Salukvadze   | Tomoko Hasegawa    | Jasna Šekarić         |
| 1992 Barcelona   | Marina Logvinenko | Li Duihong         | D. Mönkhbayar         |
| 1996 Atlanta     | Li Duihong        | Diana Yorgova      | Marina Logvinenko     |
| 2000 Sydney      | Maria Grozdeva    | Tao Luna           | Lalita Yauhleuskaya   |
| 2004 Atenes      | Maria Grozdeva    | Lenka Hyková       | Irada Ashumova        |
| 2008 Pequín      | Chen Ying         | Otryadyn Gündegmaa | Munkhbayar Dorjsuren  |
| 2012 Londres     | Kim Jang-Mi       | Chen Ying          | Olena Kostevych       |
| 2016 Rio         | Anna Korakaki     | Monika Karsch      | Heidi Diethelm Gerber |

##### Rifle en 3 posicions 50 m.
| Edició           | Or                | Argent             | Bronze                  |
| 1984 Los Angeles | Wu Xiaoxuan       | Ulrike Holmer      | Wanda Jewell            |
| 1988 Seül        | Silvia Sperber    | Vessela Letcheva   | Valentina Cherkasova    |
| 1992 Barcelona   | Launi Meili       | Nonka Matova       | Małgorzata Książkiewicz |
| 1996 Atlanta     | Aleksandra Ivošev | Irina Gerasimenok  | Renata Mauer            |
| 2000 Sydney      | Renata Mauer      | Tatiana Goldobina  | Maria Feklistova        |
| 2004 Atenes      | Lioubov Galkina   | Valentina Turisini | Wang Chengyi            |
| 2008 Pequín      | Du Li             | Kateřina Emmons    | Eglis Yaima Cruz        |
| 2012 Londres     | Jamie Lynn Gray   | Ivana Maksimović   | Adéla Sýkorová          |
| 2016 Rio         | Barbara Engleder  | Zhang Binbin       | Du Li                   |

Margaret Murdock guanyà la medalla de plata en aquesta prova l'any 1976, moment en el qual fou considerada una prova mixta.

##### Skeet
| Edició       | Or                      | Argent          | Bronze                  |
| 2000 Sydney  | Zemfira Meftakhetdinova | Svetlana Demina | Diána Igaly             |
| 2004 Atenes  | Diána Igaly             | Wei Ning        | Zemfira Meftakhetdinova |
| 2008 Pequín  | Chiara Cainero          | Kim Rhode       | Christine Brinker       |
| 2012 Londres | Kim Rhode               | Wei Ning        | Danka Barteková         |
| 2016 Rio     | Diana Bacosi            | Chiara Cainero  | Kim Rhode               |

Zhang Shan guanyà la medalla d'or en aquesta prova l'any 1992, moment en el qual fou considerada una prova mixta.

##### Fossa Olímpica
| Edició       | Or                   | Argent             | Bronze        |
| 2000 Sydney  | Daina Gudzinevičiūtė | Delphine Racinet   | Gao E         |
| 2004 Atenes  | Suzanne Balogh       | María Quintanal    | Lee Bo-na     |
| 2008 Pequín  | Satu Mäkelä-Nummela  | Zuzana Štefečeková | Corey Cogdell |
| 2012 Londres | Jessica Rossi        | Zuzana Štefečeková | Delphine Reau |
| 2016 Rio     | Catherine Skinner    | Natalie Rooney     | Corey Cogdell |

### Programa eliminat

#### Categoria masculina

##### Blanc mòbil 10 m.
| Edició         | Or               | Argent            | Bronze         |
| 1992 Barcelona | Michael Jakosits | Anatoli Asrabayev | Luboš Račanský |
| 1996 Atlanta   | Yang Ling        | Xiao Jun          | Miroslav Januš |
| 2000 Sydney    | Yang Ling        | Oleg Moldovan     | Niu Zhiyuan    |
| 2004 Atenes    | Manfred Kurzer   | Alexander Blinov  | Dimitri Lykin  |

##### Blanc mòbil 50 m.
| Edició           | Or               | Argent             | Bronze             |
| 1972 Múnic       | Yakov Zheleznyak | Helmut Bellingrodt | John Kynoch        |
| 1976 Mont-real   | Aleksandr Gazov  | Aleksandr Kedyarov | Jerzy Greszkiewicz |
| 1980 Moscou      | Igor Sokolov     | Thomas Pfeffer     | Aleksandr Gazov    |
| 1984 Los Angeles | Li Yuwei         | Helmut Bellingrodt | Huang Shiping      |
| 1988 Seül        | Tor Heiestad     | Huang Shiping      | Gennadi Avramenko  |

Entre 1972 i 1980 aquesta prova fou considerada mixta (oberta a competidors masculins i femenins), si bé totes les edicions foren guanyades per homes.

##### Carabina 25 m.
| Edició        | Or               | Argent       | Bronze          |
| 1912 Estocolm | Vilhelm Carlberg | Johan Hübner | Gideon Ericsson |

##### Carabina 25 m. (equips)
| Edició        | Or                                                                    | Argent                                                                | Bronze                                                                             |
| 1912 Estocolm | SuèciaJohan Hübner · Eric Carlberg · Vilhelm Carlberg · Gustaf Boivie | Regne UnitWilliam Pimm · Joseph Pepé · William Milne · William Styles | Estats UnitsFrederick Hird · Warren Sprout · William McDonnell · William Leuschner |

##### Carabina 50 m. (blanc cec)
| Edició       | Or             | Argent         | Bronze        |
| 1908 Londres | William Styles | Harold Hawkins | Edward Amoore |

##### Carabina 50 m. (blanc mòbil)
| Edició       | Or           | Argent           | Bronze          |
| 1908 Londres | John Fleming | Maurice Matthews | William Marsden |

##### Carabina 50 m. (posició fixa)
| Edició       | Or             | Argent       | Bronze        |
| 1908 Londres | Arthur Carnell | Harold Humby | George Barnes |

##### Carabina 50 m. (equips)
| Edició        | Or                                                                                              | Argent                                                                                  | Bronze                                                                                  |
| 1908 Londres  | Regne UnitEdward Amoore · Harold Humby · Maurice Matthews · William Pimm                        | SuèciaEric Carlberg · Vilhelm Carlberg · Franz-Albert Schartau · Johan Hübner           | FrançaHenri Bonnefoy · Paul Colas · Léon Lécuyer · André Regaud                         |
| 1912 Estocolm | Regne UnitWilliam Pimm · Edward Lessimore · Joseph Pepé · Robert Murray                         | SuèciaArthur Nordenswan · Eric Carlberg · Ruben Örtegren · Vilhelm Carlberg             | Estats UnitsWarren Sprout · William Leuschner · Frederick Hird · Carl Osburn            |
| 1920 Anvers   | Estats UnitsLawrence Nuesslein · Arthur Rothrock · Willis Lee · Dennis Fenton · Oliver Schriver | SuèciaSigvard Hultcrantz · Erik Ohlsson · Leon Lagerlöf · Ragnar Stare · Oscar Eriksson | NoruegaØsten Østensen · Olaf Sletten · Anton Olsen · Sigvart Johansen · Albert Helgerud |

##### Pistola lliure 50 m. (equips)
| Edició        | Or                                                                                       | Argent                                                                                                   | Bronze                                                                                           |
| 1908 Londres  | Estats UnitsJames Gorman · Irving Calkins · John Dietz · Charles Axtell                  | BèlgicaPaul Van Asbroeck · Réginald Storms · Charles du Verger · René Englebert                          | Regne UnitJesse Wallingford · Geoffrey Coles · Henry Lynch-Staunton · Walter Ellicott            |
| 1912 Estocolm | No fou inclòs en el programa olímpic                                                     | No fou inclòs en el programa olímpic                                                                     | No fou inclòs en el programa olímpic                                                             |
| 1920 Anvers   | Estats UnitsKarl Frederick · Alfred Lane · Raymond Bracken · James Snook · Michael Kelly | SuèciaAnders Andersson · Casimir Reuterskiöld · Gunnar Gabrielsson · Sigvard Hultcrantz · Anders Johnson | BrasilAfranio da Costa · Sebastião Wolf · Dario Barbosa · Fernando Soledade · Guilherme Paraense |

##### Pistola militar 25 m.
| Edició      | Or         | Argent       | Bronze           |
| 1896 Atenes | John Paine | Sumner Paine | Nikolaos Morakis |

##### Pistola militar 30 m. (equips)
| Edició        | Or                                                                                    | Argent | Bronze                                                                                 |
| 1912 Estocolm | SuèciaEric Carlberg · Vilhelm Carlberg · Johan Hübner · Paul Palén                    | Imperi RusAmos Kash · Nikolai Melnitsky · Pavel Voyloshnikov · Grigori Panteleimonov                                 | Regne UnitHugh Durant · Albert Kempster · Charles Stewart · Horatio Poulter            |
| 1920 Anvers   | Estats UnitsLouis Harant · Alfred Lane · Karl Frederick · James Snook · Michael Kelly | GrèciaAlexandros Theofilakis · Ioannis Theofilakis · Geórgios Moraitinis · Alexandros Vrasivanopoulos · Iason Sappas | SuïssaFritz Zulauf · Joseph Jehle · Gustave Amoudruz · Hans Egli · Domenico Giambonini |

##### Pistola militar 50 m. (equips)
| Edició        | Or                                                                                    | Argent                                                                              | Bronze                                                                                                 |
| 1900 París    | SuïssaFriedrich Lüthi · Paul Probst · Louis Richardet · Karl Röderer · Konrad Stäheli | FrançaLouis Duffoy · Maurice Lecoq · Léon Moreaux · Achille Paroche · Jules Trinité | Països BaixosSolko van den Bergh · Antonius Bouwens · Dirk Boest Gips · Henrik Sillem · Anthony Sweijs |
| 1904–1908     | No fou inclòs en el programa olímpic                                                  | No fou inclòs en el programa olímpic                                                | No fou inclòs en el programa olímpic                                                                   |
| 1912 Estocolm | Estats UnitsAlfred Lane · Henry Sears · Peter Dolfen · John Dietz                     | SuèciaGeorg de Laval · Eric Carlberg · Vilhelm Carlberg · Erik Boström              | Regne UnitHoratio Poulter · Hugh Durant · Albert Kempster · Charles Stewart                            |

##### Rifle lliure 300 m. (equips)
| Edició        | Or | Argent | Bronze                                                                                                   |
| 1908 Londres  | NoruegaJulius Braathe · Albert Helgerud · Einar Liberg · Olaf Sæther · Ole Sæther · Gudbrand Skatteboe       | SuèciaPer-Olof Arvidsson · Janne Gustafsson · Axel Jansson · Gustaf Adolf Jonsson · Claës Rundberg · Gustav-Adolf Sjöberg | FrançaEugène Balme · Raoul de Boigne · Albert Courquin · Léon Johnson · Maurice Lecoq · André Parmentier |
| 1912 Estocolm | SuèciaMauritz Eriksson · Hugo Johansson · Erik Blomqvist · Carl Björkman · Bernhard Larsson · Gustaf Jonsson | NoruegaGudbrand Skatteboe · Ole Sæther · Østen Østensen · Albert Helgerud · Olaf Sæther · Einar Liberg                    | DinamarcaOle Olsen · Lars Jørgen Madsen · Niels Larsen · Niels Andersen · Laurits Larsen · Jens Hajslund |
| 1920 Anvers   | Estats UnitsJoseph Jackson · Willis Lee · Oliver Schriver · Carl Osburn · Lloyd Spooner                      | NoruegaOtto Olsen · Albert Helgerud · Olaf Sletten · Østen Østensen · Jacob Onsrud                                        | SuïssaGustave Amoudruz · Ulrich Fahrner · Fritz Kuchen · Werner Schneeberger · Bernhard Siegenthaler     |
| 1924 París    | Estats UnitsRaymond Coulter · Joseph Crockett · Morris Fisher · Sidney Hinds · Walter Stokes                 | FrançaPaul Colas · Albert Courquin · Pierre Hardy · Georges Roes · Émile Rumeau                                           | HaitíLudovic Augustin · Destin Destine · Saint Eloi Metullus · Astrel Rolland · Ludovic Valborge         |

##### Rifle lliure 600 m.
| Edició        | Or         | Argent      | Bronze       |
| 1912 Estocolm | Paul Colas | Carl Osburn | John Jackson |

##### Rifle lliure en 3 posicions
| Edició               | Or                                   | Argent                               | Bronze                               |
| 1908 Londres         | Albert Helgerud                      | Harry Simon                          | Ole Sæther                           |
| 1912 Estocolm        | Paul Colas                           | Lars Jorgen Madsen                   | Niels Larsen                         |
| 1920 Anvers          | Morris Fisher                        | Niels Larsen                         | Østen Østensen                       |
| 1924 París           | Morris Fisher                        | Carl Osburn                          | Niels Larsen                         |
| 1928–1936            | No fou inclòs en el programa olímpic | No fou inclòs en el programa olímpic | No fou inclòs en el programa olímpic |
| 1948 Londres         | Emil Grünig                          | Pauli Aapeli Janhonen                | Willy Røgeberg                       |
| 1952 Hèlsinki        | Anatoli Bogdanov                     | Robert Bürchler                      | Lev Vainshtein                       |
| 1956 Melbourne       | Vasili Borisov                       | Allan Erdman                         | Vilho Ylönen                         |
| 1960 Roma            | Hubert Hammerer                      | Hansrudi Spillmann                   | Vasili Borisov                       |
| 1964 Tòquio          | Gary Anderson                        | Shota Kveliashvili                   | Martine Gunnarsson                   |
| 1968 Ciutat de Mèxic | Gary Anderson                        | Valentin Kornev                      | Kurt Müller                          |
| 1972 Múnic           | Lones Wigger                         | Boris Melnik                         | Lajos Papp                           |

L'edició de 1972 fou considerada mixta (oberta a competidors masculins i femenins), si bé totes les medalles foren guanyades per homes.

##### Rifle lliure en 3 posicions (equips)
| Edició      | Or                                                                                          | Argent                                                                             | Bronze                                                                               |
| 1920 Anvers | Estats UnitsJoseph Jackson · Willis A. Lee · Gunnery Schriver · Carl Osburn · Lloyd Spooner | NoruegaOtto Olsen · Albert Helgerud · Olaf Sletten · Østen Østensen · Jacob Onsrud | SuïssaFritz Kuchen · Albert Tröndle · Arnold Rösli · Walter Lienhard · Caspar Widmer |

##### Rifle militar 200 m.
| Edició      | Or                  | Argent          | Bronze            |
| 1896 Atenes | Pandelís Karasevdàs | Pavlos Pavlidis | Nicolaos Trikupis |

##### Rifle militar 300 m.
| Edició       | Or                                   | Argent                               | Bronze                               |
| 1896 Atenes  | Georgios Orphanidis                  | Ioannis Frangoudis                   | Viggo Jensen                         |
| 1900-1904    | No fou inclòs en el programa olímpic | No fou inclòs en el programa olímpic | No fou inclòs en el programa olímpic |
| 1908 Londres | Joshua Millner                       | Kellogg Casey                        | Maurice Blood                        |

##### Rifle militar 300 m. (bocaterrosa)
| Edició      | Or                                   | Argent                               | Bronze                               |
| 1900 París  | Achille Paroche                      | Anders Peter Nielsen                 | Ole Østmo                            |
| 1904–1912   | No fou inclòs en el programa olímpic | No fou inclòs en el programa olímpic | No fou inclòs en el programa olímpic |
| 1920 Anvers | Otto Olsen                           | Léon Johnson                         | Fritz Kuchen                         |

##### Rifle militar 300 m. (dempeus)
| Edició     | Or                 | Argent    | Bronze          |
| 1900 París | Lars Jørgen Madsen | Ole Østmo | Charles Paumier |

##### Rifle militar 300 m. (de genolls)
| Edició     | Or             | Argent               | Bronze        |
| 1900 París | Konrad Stäheli | Emil Kellenberger    | No es concedí |
| 1900 París | Konrad Stäheli | Anders Peter Nielsen | No es concedí |

##### Rifle militar en 3 posicions 300 m.
| Edició        | Or                                   | Argent                               | Bronze                               |
| 1900 París    | Emil Kellenberger                    | Anders Peter Nielsen                 | Paul van Asbroeck                    |
| 1900 París    | Emil Kellenberger                    | Anders Peter Nielsen                 | Ole Østmo                            |
| 1904–1908     | No fou inclòs en el programa olímpic | No fou inclòs en el programa olímpic | No fou inclòs en el programa olímpic |
| 1912 Estocolm | Sándor Prokopp                       | Carl Osburn                          | Engebret Skogen                      |

##### Rifle militar en 3 posicions 300 m. (equips)
| Edició         | Or | Argent | Bronze |
| 1900 París     | SuïssaFranz Böckli · Alfred Grütter · Emil Kellenberger · Louis Richardet · Konrad Stäheli                        | NoruegaOlaf Frydenlund · Hellmer Hermandsen · Ole Østmo · Ole Sæther · Tom Seeberg                                  | FrançaAuguste Cavadini · Maurice Lecoq · Léon Moreaux · Achille Paroche · René Thomas                           |
| 1904 St. Louis | No fou inclòs en el programa olímpic                                                                              | No fou inclòs en el programa olímpic                                                                                | No fou inclòs en el programa olímpic                                                                            |
| 1908 Londres   | Estats UnitsWilliam Leuschner · William Martin · Charles Winder · Kellogg Casey · Ivan Eastman · Charles Benedict | Regne UnitHarcourt Ommundsen · Fleetwood Varley · Arthur Fulton · Philip Richardson · William Padgett · John Martin | CanadàWilliam Smith · Charles Crowe · Bruce Williams · Dugald McInnis · William Eastcott · Harry Kerr           |
| 1912 Estocolm  | Estats UnitsCornelius Burdette · Allan Briggs · Harry Adams · John Jackson · Carl Osburn · Warren Sprout          | Regne UnitHarcourt Ommundsen · Henry Burr · Edward Skilton · James Reid · Edward Parnell · Arthur Fulton            | SuèciaMauritz Eriksson · Werner Jernström · Tönnes Björkman · Carl Björkman · Bernhard Larsson · Hugo Johansson |
| 1920 Anvers    | DinamarcaLars Jørgen Madsen · Niels Larsen · Anders Petersen · Erik Saetter-Lassen · Anders Peter Nielsen         | Estats UnitsCarl Osburn · Lawrence Nuesslein · Lloyd Spooner · Willis Lee · Thomas Brown                            | SuèciaOlle Ericsson · Hugo Johansson · Leon Lagerlöf · Walfrid Hellman · Mauritz Eriksson                       |

##### Rifle militar en 3 posicions 600 m.
| Edició      | Or             | Argent           | Bronze        |
| 1920 Anvers | Hugo Johansson | Mauritz Eriksson | Lloyd Spooner |

##### Rifle militar en 3 posicions 600 m. (equips)
| Edició      | Or                                                                                           | Argent                                                                           | Bronze                                                                                         |
| 1920 Anvers | Estats UnitsDennis Fenton · Oliver Schriver · Willis A. Lee · Lloyd Spooner · Joseph Jackson | Sud-àfricaDavid Smith Robert Bodley Ferdinand Buchanan George Harvey Fred Morgan | SuèciaMauritz Eriksson · Hugo Johansson · Gustaf Adolf Jonsson · Erik Blomqvist · Erik Ohlsson |

##### Rifle militar en 3 posicions 300+600 m. (equips)
| Edició      | Or                                                                                         | Argent                                                                             | Bronze                                                                         |
| 1920 Anvers | Estats UnitsJoseph Jackson · Willis A. Lee · Carl Osburn · Oliver Schriver · Lloyd Spooner | NoruegaAlbert Helgerud · Otto Olsen · Jacob Onsrud · Østen Østensen · Olaf Sletten | SuïssaEugen Addor · Joseph Jehle · Fritz Kuchen · Werner Schneeberger · Weibel |

##### Tir al cérvol, tret simple
| Edició        | Or           | Argent                | Bronze           |
| 1908 Londres  | Oscar Swahn  | Ted Ranken            | Alexander Rogers |
| 1912 Estocolm | Alfred Swahn | Åke Lundeberg         | Nestori Toivonen |
| 1920 Anvers   | Otto Olsen   | Alfred Swahn          | Harald Natvig    |
| 1924 París    | John Boles   | Cyril Mackworth-Praed | Otto Olsen       |

##### Tir al cérvol, tret simple (equips)
| Edició        | Or                                                                                 | Argent                                                                                             | Bronze                                                                                      |
| 1908 Londres  | SuèciaArvid Knöppel · Ernst Rosell · Alfred Swahn · Oscar Swahn                    | Regne UnitWalter Ellicott · William Russell Lane-Joynt · Charles Nix · Ted Ranken                  | No concedida                                                                                |
| 1912 Estocolm | SuèciaAlfred Swahn · Oscar Swahn · Åke Lundeberg · Per-Olof Arvidsson              | Estats UnitsWilliam McDonnell · Walter Winans · William Leuschner · William Libbey                 | FinlàndiaAxel Londen · Nestori Toivonen · Iivar Väänänen · Ernst Rosenqvist                 |
| 1920 Anvers   | NoruegaEinar Liberg · Ole Lilloe-Olsen · Harald Natvig · Hans Nordvik · Otto Olsen | FinlàndiaYrjö Kolho · Kalle Lappalainen · Toivo Tikkanen · Nestori Toivonen · Karl Magnus Wegelius | Estats UnitsThomas Brown · Willis A. Lee · Lawrence Nuesslein · Carl Osburn · Lloyd Spooner |
| 1924 París    | NoruegaEinar Liberg · Ole Lilloe-Olsen · Harald Natvig · Otto Olsen                | SuèciaOtto Hultberg · Mauritz Johansson · Fredric Landelius · Alfred Swahn                         | Estats UnitsJohn Boles · Raymond Coulter · Dennis Fenton · Walter Stokes                    |

##### Tir al cérvol, doble tret
| Edició        | Or               | Argent                | Bronze       |
| 1908 Londres  | Walter Winans    | Ted Ranken            | Oscar Swahn  |
| 1912 Estocolm | Åke Lundeberg    | Edward Benedicks      | Oscar Swahn  |
| 1920 Anvers   | Ole Lilloe-Olsen | Fredric Landelius     | Einar Liberg |
| 1924 París    | Ole Lilloe-Olsen | Cyril Mackworth-Praed | Alfred Swahn |

##### Tir al cérvol, doble tret (equips)
| Edició      | Or                                                                                         | Argent                                                                                      | Bronze                                                                                    |
| 1920 Anvers | NoruegaHarald Natvig · Ole Lilloe-Olsen · Einar Liberg · Hans Nordvik · Thorstein Johansen | SuèciaAlfred Swahn · Oscar Swahn · Fredric Landelius · Bengt Lagercrantz · Edward Benedicks | FinlàndiaToivo Tikkanen · Karl Wegelius · Nestori Toivonen · Vilho Vauhkonen · Yrjö Kolho |
| 1924 París  | Regne UnitCyril Mackworth-Praed · Philip Neame · Herbert Perry · Allen Whitty              | NoruegaEinar Liberg · Ole Lilloe-Olsen · Harald Natvig · Otto Olsen                         | SuèciaAxel Ekblom · Mauritz Johansson · Fredric Landelius · Alfred Swahn                  |

##### Tir al cérvol, trets mixtos
| Edició         | Or               | Argent             | Bronze             |
| 1952 Hèlsinki  | John Larsen      | Per Olof Sköldberg | Tauno Mäki         |
| 1956 Melbourne | Vitali Romanenko | Olof Sköldberg     | Vladimir Sevryugin |

##### Trap (equips)
| Edició        | Or | Argent | Bronze |
| 1908 Londres  | Regne UnitAlexander Maunder · James Pike · Charles Palmer · John Postans · Frank Moore · Peter Easte          | CanadàWalter Ewing · George Beattie · Arthur Westover · Mylie Fletcher · George Vivian · David McMackon       | Regne UnitGeorge Whitaker · Gerald Skinner · John Butt · William Morris · Harold Creasey · Richard Hutton                            |
| 1912 Estocolm | Estats UnitsCharles Billings · Ralph Spotts · John Hendrickson · James Graham · Edward Gleason · Frank Hall   | Regne UnitJohn Butt · William Grosvenor · Harold Humby · Alexander Maunder · Charles Palmer · George Whitaker | Imperi AlemanyErich Graf von Bernstorff · Franz von Zedlitz und Leipe · Horst Goeldel · Albert Preuss · Erland Koch · Alfred Goeldel |
| 1920 Anvers   | Estats UnitsMark Arie · Horace Bonser · Jay Clark · Forest McNeir · Frank Troeh · Frank Wright                | BèlgicaAlbert Bosquet · Joseph Cogels · Émile Dupont · Edouard Fesinger · Henri Quersin · Louis Van Tilt      | SuèciaPer Kinde · Fredric Landelius · Erik Lundquist · Karl Richter · Erik Sökjer-Petersén · Alfred Swahn                            |
| 1924 París    | Estats UnitsFrederick Etchen · Frank Hughes · John Noel · Clarence Platt · Samuel Sharman · William Silkworth | CanadàWilliam Barnes · George Beattie · John Black · Robert Montgomery · Samuel Newton · Samuel Vance         | FinlàndiaWerner Ekman · Konrad Huber · Robert Huber · Georg Nordblad · Toivo Tikkanen · Karl Magnus Wegelius                         |

#### Categoria femenina

##### Doble Trap
| Edició       | Or         | Argent            | Bronze             |
| 1996 Atlanta | Kim Rhode  | Susanne Kiermayer | Deserie Huddleston |
| 2000 Sydney  | Pia Hansen | Deborah Gelisio   | Kim Rhode          |
| 2004 Atenes  | Kim Rhode  | Lee Bo Na         | Gao E              |